# 大橋松二郎

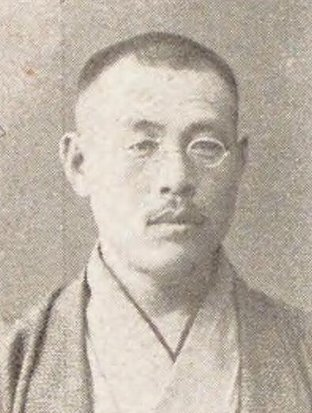
大橋松二郎

大橋 松二郎（おおはし まつじろう、明治元年4月13日（1868年5月5日） - 大正9年（1920年）12月15日）は、日本の衆議院議員（立憲政友会→立憲同志会→憲政会）、ジャーナリスト。

## 経歴
越前国吉田郡円山西村（現在の福井県福井市）出身。1890年（明治23年）に『若越自由新聞』を創刊し、1894年（明治27年）には『若越新聞』と改題。後に『若越新聞』を政友会福井支部の機関紙とした。また農業においては馬耕の奨励や稲種改良に尽力した。福井県会議員、同参事会員、同議長を歴任した。その他、吉田郡農会長、吉田郡教育会長などを務めた。
1912年（明治45年）、第11回衆議院議員総選挙に出馬し当選。第12回衆議院議員総選挙でも再選された。

## 著書
- 『中清童観録』（1912年）